# Уваров Сергій Семенович
Уваров Сергій Семенович (рос. Уваров Сергей Семёнович; 25 серпня (5 вересня) 1786, Москва — 4 (16) вересня 1855, Москва) — російський державний діяч, міністр народної просвіти, почесний член (1811) та президент (1818–1855) Російської академії наук, граф (1846).
Представник та ідеолог так званого російського «консервативно-аристократичного відродження», що стало реакцією на Велику французьку революцію.

## Біографія
Навчався в Ґеттінґенському університеті, де слухав лекції Авґуста Людвиґа Шлецера, Ґ. Ф. Міллер, автор «Сибірської історії», належав до плеяди німецьких інтелектуалів-гуманітаріїв, близько знайомих із російською історією. Вони розвивали власні концепції минулого Росії, відмінні від «сарматизму», «скіфства» і взагалі «варварства» Русі, що панували тоді й були закріплені в польських хроніках. Пізніше Уваров підпав під вплив ідей Ґете та Шлеґеля.
Опублікував ряд праць із давньогрецької літератури та археології. Входив до літературного товариства «Арзамас» (із прізвиськом рос. Старушка). З 1832 — заступник міністра, у 1833-1849 — міністр народної просвіти.
У 1857 син Уварова Олексій Сергійович запровадив на честь батька Уваровські премії при Академії наук.

## Теорія офіційної народності
Сергій Уваров увійшов до російської історіографії як автор написаної ним 1834 р. на замовлення царя Миколи І великодержавницької доктрини, що сорока роками пізніше здобула назву «теорії офіційної народності». Популярна в подальшому формула з неї — «православ'я, самодержавство, народність» — є перекладом-калькою із німецької. Сергій Уваров запозичив у німецького історика Гайнріха Людена (1778—1847) його тріаду: «Батьківщина, народ, держава».

## Критика
На думку російського історика Семена Окуня, Уваров був «мракобіс за переконаннями та святенник за натурою».

## Особисте життя
З 1811 був одружений з фрейліною графинею Катериною Олексіївною Розумовською (1783—1849), дочкою графа Олексія Розумовського, попереднього міністра народної просвіти. Від шлюбу з нею мав сина і трьох доньок:
- Єлизавета Сергіївна  (1812-?), Померла неодруженою.
- Олександра Сергіївна  (1814—1865), була одружена з князем Павлом Олександровичем Урусовим (1807—1886).
- Наталія Сергіївна  (1821—1843), була одружена з Іваном Петровичем Балабіним.
- Олексій Сергійович  (1825—1884), любитель старовини, російський археолог і вчений, був одружений з Парасковією Щербатовою.

У петербурзькому товаристві жваво обговорювали гомосексуальність Уварова. Призначення ним на посаду віцепрезидента академії свого коханця Михайла Дондукова-Корсакова висміяв у відомій епіграмі Олександр Пушкін ("В Академії наук Засідає князь Дундук … ")
.